# 聯想A750
聯想 A750（Lenovo A750）是一款由中國聯想集團生產製造的Android平臺智慧型手機。聯想A750于2012年3月正式發售，并只在中國大陸銷售，售價為900元人民幣。聯想 A750是全球第一款基於MT6575芯片的設備，並且它還支持雙卡雙待（WCDMA+GSM）。聯想 A750為中國聯通定制機上市，上市10天銷售出50萬臺，上市一個月獲得淘寶手機銷量排行榜第一位。

## 處理器和內存
聯想 A750基於MTKMT6575晶片組，該晶片組包含一枚基於CortexTM-A9架構的1 GHz處理器以及經過MTK特別優化超頻過的PowerVR SGX 531 Ultra顯示芯片，Ultra的意思為超頻極限，意指已經達到性能極限。由於採用PowerVR的顯示晶片，因此聯想 A750兼容德州儀器的遊戲數據包。聯想 A750內置512MB雙通道運行內存（RAM），能夠提供用戶良好的Android系統、程式體驗。

## 操作系統
聯想 A750搭載了Android 2.3.6操作系統，並且官方宣稱將在未來為聯想 A750升級到Android 4.0，並且提供了系統截圖。同時該機還是用了聯想定制的“聯想四葉草”用戶介面，方便用戶使用。

## 電池與續航
該機標配了一個2000mAh 鋰電池，可進行電池更換。理論待機時間為15天，在2G下通話時間理論為20小時，3G下為14小時。

## 攝像頭
聯想 A750擁有一顆500萬像素的攝像頭，支持自動對焦，並且最高支持720P的30幀攝影。同時該機還擁有一顆30萬像素的前置攝像頭，能提供用戶視頻通話的能力。但該機沒有LED補光燈。

## 手機內存和擴展
機內建了4GB的手機內存（ROM）可供用戶使用。同時用戶還可以對手機進行Micro SD擴展，最大支持到32GB的容量。